# 5-HT5B-Rezeptor
Der 5-HT5B-Rezeptor ist ein 5-HT-Rezeptor. Das Protein kommt bei Nagetieren vor, nicht aber beim Menschen, da Stoppcodons in der kodierenden Sequenz des Gens verhindern, dass das Gen ein funktionsfähiges Protein exprimiert. Es wird angenommen, dass die Funktion des 5-HT5B-Rezeptors beim Menschen durch eine andere Unterklasse des 5-HT-Rezeptors ersetzt wurde. Der 5-HT5B-Rezeptor ist ein G-Protein-gekoppelter Rezeptor. Die mRNA des 5-HT5B-Rezeptors wird vor allem in der Habenulae, dem Hippocampus und der inferior olivary nucleus des Rattengehirns exprimiert. Bekannte Agonisten für 5-HT5B sind Ergotamin und LSD. Bekannte Antagonisten sind unter anderem Methiothepin.